# Erodium chium
Erodium chium là một loài thực vật có hoa trong họ Mỏ hạc. Loài này được (Burm.f.) Willd. mô tả khoa học đầu tiên năm 1794.